# Peter Drost (schaker)
Peter Drost (1988) is een Nederlandse schaker. In 2010 werd hem door de FIDE de titel Kandidaat Meester (CM) toegekend.
- Op 10 december 2005 speelde hij mee in toernooi om het open kampioenschap van Weesp en eindigde met 5½ punt op de vierde plaats. Bruno Carlier werd met 6½ punt kampioen.

- Hij werd regionaal kampioen van de SGS tot 20 jaar in het seizoen 2007/2008.